# Raser i Sagan om Elenien
Lista över Raser i Sagan om Elenien av David Eddings.

## A
- Arcier
- Arjuner
- Ataner var från början ett experiment, långa tamuler gifte sig och fick barn med andra långa tamuler, som efter några generationer resulterade i ett folk som var skapat att kriga. De är långa och starka, men också snabba och uthålliga. De ataner som nämns mest är Mirtai, Engessa och Betuana.

## C
- Cammorier
- Cynesganer
- Cyrgaier

## D
- Deiraner
- Delphaer

## E
- Elener

## G
- Gryningsmän

## L
- Lamorker

## P
- Peloi
- Pelosier

## R
- Render

## S
- Styrer
- Sökare

## T
- Tamuler
- Thalesier
- Troll

## V
- Valeser

## Z
- Zemocher